# Гусев, Владимир Николаевич (электрохимик)
Владимир Николаевич Гусев (1904 — 1956] — советский инженер-электрохимик, лауреат трёх Сталинских премий (1942, 1948, 1949).

## Биография
Родился 13 (26 июля) 1904 года в Санкт-Петербурге в семье рабочего Путиловского завода.
Окончил электромеханический факультет ЛПИ имени М. И. Калинина (1930).
В 1930—1936 годы работал в Ленинграде на машиностроительном заводе «Большевик».
С 1936 года в НИИ-13 Наркомата оборонной промышленности. В 1941—1944 годы в эвакуации в Молотове.
С 1944 года параллельно с работой в НИИ-13 руководил лабораторией электрообработки металлов в Ленинградском институте металлов.
Разработал способы электрохимического сверления (1928) и электрохимической доводки металлических поверхностей (1930). Предложил новый метод защиты деталей машин от износа (1938).
Создал методы получения отверстий сложного профиля с помощью анодной диффузии (1933) и формирования сложных профилей электрохимическими средствами (1951).
Разработал метод анодно-механической обработки металлов (1943).
Умер 19 ноября 1956 года. 

## Признание
- Сталинская премия второй степени (1942) — за метод повышения живучести орудийных стволов
- Сталинская премия третьей степени ((1948) — за изобретение и внедрение в производство нового метода обработки металлов
- Сталинская премия второй степени (1949) — за разработку ионизационных камер для агрегата «А» комбината № 817: за разработку ионизационных камер для агрегата «А» комбината № 817.
- орден Трудового Красного Знамени (1949)

## Авторские свидетельства
- № 30904 с приоритетом от 27.11.1928 — «Анодное растворение при высоких плотностях тока с удалением анодных раз продуктов потоком электролитов».
- № 34253 с приоритетом от 20.6.1931  — «Сглаживание обрабатываемой поверхности, являющейся анодом и повышение производительности ее чистовой обработки путем механического удаления образующихся на ней в результате электролиза анодных продуктов электронейтральным инструментом».
- № 90516 с приоритетом от 8.9.1943 — «Регулирование электрического режима для определения доли электро¬ химического и электроэрозионного процессов в каждом конкретном случае».

## Сочинения
- Анодно-механическая обработка и некоторые примеры ее применения, в кн.: Некоторые вопросы технологии машиностроения, М.-Л., 1948;
- Современное состояние способа анодно-механической обработки металлов, Л., 1951 (на правах рукописи);
- Анодно-механическая обработка металлов, М.-Л., 1952.